# Аквазалза (Кампобасо)
Аквазалза (итал. Acquasalsa) је насеље у Италији у округу Кампобасо, региону Молизе.
Према процени из 2011. у насељу је живело 43 становника. Насеље се налази на надморској висини од 557 м.